# Секс (фільм, 1920)
Секс (англ. Sex) — американська драма режисера Фреда Нібло 1920 року. Це фільм-мораль, історія про пороки подружньої пари, один з перших фільмів, що зображує нове явище в 1920-х в Америці. У той же час, фільм містить сцени зваблювання і розпусти, які зробили твір предметом суперечок з приводу його хтивого змісту.

## Сюжет
Бродвейська актриса використовує свою сексуальність, щоб зруйнувати шлюб свого коханця.

## У ролях
- Луїз Глом — Адріанна Реноулт
- Ірвінг Каммінгс — Дейв Воллес
- Пеггі Пірс — Дейзі Хендерсон
- Мертл Стедман — місіс Оверман
- Вільям Конклін — Філіп Оверман
- Жан Мюрат — незначна роль